# Gustaf Eisen
Gustaf Eisen (2. srpna 1847 Stockholm – 29. října 1940 Manhattan, New York) byl švédský přírodovědec a sběratel. Ve své době byl předním odborníkem na výzkum žížal, založil hrozinkový průmysl v Kalifornii, stál u zrodu druhého nejstaršího národníhu parku ve Spojených státech a zpopularizoval pohár, který považoval za svatý Kalich. Své jméno občas psal jako „Gustav Eisen“ nebo „Gustavus A. Eisen“.

## Životopis

### Mládí
Gustaf se narodil v roce 1847 jako syn velkoobchodníka Franse Eisena a jeho druhé manželky Amálie, rozené Markanderové. Matka jeho sedmi sourozenců zemřela dlouho předtím. Chlapec byl v mládí nemocný, a proto ho rodiče v jedenácti letech poslali s chůvou na Gotland, kde strávil následujících pět let. Ve svých autobiografických vzpomínkách se Eisen pochvalně vyjadřuje o učitelích na obecné škole ve Visby – mimo jiné o kulturním historikovi Pehru Arvidu Sävem (1811–1887). Eisenův otec zemřel v roce 1866 a zanechal mu značné jmění.
Eisenovým nejlepším přítelem na Gotlandu se stal Anton Stuxberg (1849–1902), který se později proslavil expedicí Vega. Oba společně sepsali pojednání „Příspěvky k poznání gotských písečných dun“, které navzdory mladému věku autorů vydala Královská akademie věd v roce 1868. Dodnes se vedou spory o to, zda skutečně viděli strakapouda bělohřbetého, jak v pojednání uvádějí. V roce 1869 následovala druhá kniha Gotlands Fanerogamer och Thallogamer, med fyndorter för de sällsyntare (Gotlandské fanerogamní a thallogamní rostliny, s lokalitami vzácnějších druhů). Obsahuje seznam všech 957 druhů rostlin, které byly v té době na Gotlandu známy.
Eisen se již na základní škole seznámil s pozdějším spisovatelem Augustem Strindbergem a po jeho návratu z Gotlandu byli opět spolužáky na střední škole ve Stockholmu. V roce 1868 absolvoval střední školu. Poté spolu odešli studovat do Uppsaly. Eisen spolu s dalším spolužákem podporoval Strindberga stipendiem 25 korun měsíčně, ačkoli se oba dárci skrývali za pseudonymem. Strindberg vylíčil Eisena ve své knize „Z latinské čtvrti: skeče ze života švédské univerzity“ v krátkém vyprávění jako „Samotáře“.

### Studium
Eisen studoval mimo jiné u zoologa Vilhelma Lilljeborga a botanika Thore Magnuse Friese. K výzkumu žížal ho inspiroval stockholmský profesor zvěrolékařství Hjalmar Kinberg (1820–1908), který byl zároveň vedoucím zoologických sbírek Akademie věd. V roce 1870 vydal knihu Bidrag till Skandinaviens Oligochaetfauna (Příspěvky k oligochetní fauně Skandinávie), v níž se zabýval všemi tehdy známými druhy žížal ve Skandinávii. Gustaf Eisen byl jedním z prvních darwinistů ve Skandinávii, a proto svou knihu zaslal také Charlesi Darwinovi. Darwin později citoval Eisenovu práci o systematice žížal ve svém díle The Formation of Vegetable Mould through the Action of Worms (Tvorba orné půdy činností žížal), protože v anglicky mluvícím světě neexistovala odpovídající práce.
V roce 1873 složil Eisen v Uppsale zkoušky a byl okamžitě jmenován docentem zoologie. Sven Lovén, vedoucí oddělení bezobratlých v Švédském přírodopisném muzeu ve Stockholmu, viděl v Eisenovi možného nástupce. Zorganizoval pro mladého badatele výzkumnou cestu do Bostonu za známým Louisem Agassizem a dále do Kalifornie. Agassiz byl Eisenem tak nadšený, že ho angažoval, aby sbíral nejen pro švédské badatele, ale také pro něj. Poskytl mu vybavení pro dvouletou expedici, které bylo odesláno do San Franciska, a slíbil mu po návratu profesuru na Harvardově univerzitě. Po příjezdu do Kalifornie byl Eisen zvolen do Kalifornské akademie věd, ale zároveň se musel dozvědět, že Agassiz nečekaně zemřel. Nejprve prozkoumal ostrov Santa Catalina, který byl v té době ještě neobydlený.

### Kalifornské zemědělství
V Kalifornii se také seznámil s pozdějším zakladatelem antropogeografie Friedrichem Ratzelem. V roce 1874 se oba vydali na dvouměsíční cestu do pohoří Sierra Nevada. Eisen investoval celé své dědictví do námořní pojišťovny Neptunus. Když zkrachovala, podařilo se zachránit pouze tisíc korun a Gustaf Eisen se náhle ocitl bez prostředků. Jeho nevlastní bratr Francis, který žil v Kalifornii, mu dal na starost farmu poblíž Fresna v údolí San Joaquin. Bratři Eisenovi začínali s několika akry vinné révy a malým vojtěškovým polem, ale v roce 1880 už farma zabírala přes 120 akrů s vlastním zavlažováním, lihovarem a velkými sady a produkovala 5000 hektolitrů vína. Eisen rád experimentoval s novými rostlinami, zkoušel pěstovat tabák, než ho přítel přivedl na myšlenku produkovat hrozinky. Za tímto účelem dovezl z Austrálie odrůdy vhodné pro výrobu hrozinek, čímž založil významné odvětví kalifornského zemědělství. Své poznatky zveřejnil v roce 1890 v knize The Raisin Industry, která se stala standardním dílem. Dalšími rostlinami, které Eisen zavedl do kalifornského zemědělství, byly fíkovník smokvoň s fíky a hruškovec přelahodný plodící avokádo. Později koupil vlastní pozemek a založil školku.

### Národní park Sequoia
Sekvojovce, které rostou v jednotlivých skupinách v pohoří Sierra Nevada, byly objeveny teprve v roce 1852. Příznivci dánského socialisty Laurence Grønlunda (1846–1899) chtěli v této oblasti koupit pozemky a stromy pokácet. Eisen hrozbu odlesnění odsoudil v přednášce pro Kalifornskou akademii a vypracoval plán rezervace. Dne 25. září 1890 byl zřízen pouze relativně malý národní park Sequoia. Eisen intervenoval přímo u amerického prezidenta Benjamina Harrisona, který o týden později dekretem ztrojnásobil jeho rozlohu. Národní park Sequoia je po Yellowstonském národním parku druhým nejstarším národním parkem ve Spojených státech amerických.
V 90. letech 19. století pracoval Eisen jako vedoucí oddělení Kalifornské akademie věd. Jeho jediný známý vztah byl s Alicí Eastwoodovou, vedoucí botanického oddělení, ale zůstali svobodní. Na přelomu století Eisen na svou funkci rezignoval a otevřel si fotografický ateliér v San Francisku. Do Švédska se Eisen vrátil ještě dvakrát – v letech 1904 a 1906 – na soukromou návštěvu. Když město po zemětřesení v roce 1906 vyhořelo, Eisen přišel o svou knihovnu, archiv a korespondenci. On sám byl v té době v Itálii.

### Uměleckohistorické práce
Eisen opustil bratrovo vinařství již v lednu 1882 a odcestoval do Guatemaly, kterou rok putoval – většinou pěšky. Okolnosti této cesty jsou nejasné. Díky svým kontaktům v Guatemale se Eisen později dostal do kontaktu s Phoebe Hearstovou, když chtěla vytvořit sbírku středoamerických textilií. V roce 1902 Eisen jejím jménem opět rok cestoval po Guatemale. Hearstová byla s výsledky natolik spokojena, že podporovala i jeho další projekty až do první světové války.
Od roku 1910 se Eisen toulal po Evropě a dlouhou dobu žil v Římě. V dubnu 1915 se vrátil do New Yorku, kde mu v jednom starožitnictví ukázali zvláštní stříbrný pohár. Majitel obchodu Fahim Kouchakji ho požádal, aby na pohár napsal odborný posudek. Po osmi letech nakonec vyšla sedmikilová kniha The Great Chalice of Antioch (Velký kalich z Antiochie), v níž Eisen tvrdil, že objevil svatý Kalich. Stříbrný kalich je nyní uložen v Metropolitním muzeu umění. Ve stáří Eisen psal knihy o skleněných předmětech z 16. století a o portrétech, které se dochovaly po Georgi Washingtonovi. Poslední léta svého života strávil v New Yorku; jeho popel je pohřben na Mount Eisen.

### Odkaz v biologii
Po Eisenovi je pojmenována řada organismů, včetně dvou rodů Eisenia – u hnědých řas (Areschoug, 1876) a žížal (Malm, 1877; sem patří například žížala hnojní Eisenia fetida). Jeho jméno nese více než 50 druhů, včetně žížal, komárů, včel, mravenců, vážek, pavouků, kopinatců, hnědých řas a užovky.

## Dílo
- Gustaf Eisen und Anton Stuxberg: Gotlands Fanerogamer och Thallogamer, med fyndorter för de sällsyntare [německy: Gotlands Phanerogamen und Thallophyten, mit Fundorten für die selteneren]. Uppsala 1869.
- Gustaf Eisen: Bidrag till Skandinaviens Oligochaetfauna [německy: Beiträge zur Oligochaetenfauna Skandinaviens]. P. A. Norstedt & Söner, Stockholm 1872/1874.
- Gustav Eisen: The Raisin Industry. A Practical Treatise On The Raisin Grapes, Their History, Culture And Curing. H. S. Crocker, San Francisco 1890.
- Gustav Eisen: The Fig: Its History, Culture, and Curing. United States Government Printing Office, Washington 1901.
- Gustavus A. Eisen: Glass, its origin, history, chronology, technic and classification to the sixteenth century. William Edwin Rudge, New York 1927.
- Gustavus A. Eisen: The Great Chalice of Antioch, on which are depicted in sculpture the earliest known Portraits of Christ, apostles and Evangelists. 2 Bände. Kouchakji Frères, New York 1928.
- Gustavus A. Eisen: Portraits of Washington. 3 Bände. Robert Hamilton & Associates, New York 1932.